# Municipio de Dazey
El municipio de Dazey (en inglés: Dazey Township) es un municipio ubicado en el condado de Barnes en el estado estadounidense de Dakota del Norte. En el año 2010 tenía una población de 51 habitantes y una densidad poblacional de 0,56 personas por km².

## Geografía
El municipio de Dazey se encuentra ubicado en las coordenadas 47°12′23″N 98°8′27″O / 47.20639, -98.14083. Según la Oficina del Censo de los Estados Unidos, el municipio tiene una superficie total de 91.66 km², de la cual 90,66 km² corresponden a tierra firme y (1.09 %) 1 km² es agua.

## Demografía
Según el censo de 2010, había 51 personas residiendo en el municipio de Dazey. La densidad de población era de 0,56 hab./km². De los 51 habitantes, el municipio de Dazey estaba compuesto por el 92,16 % blancos y el 7,84 % eran de una mezcla de razas. Del total de la población el 1,96 % eran hispanos o latinos de cualquier raza.